# Circonscription de Hahayile
La circonscription de Hahayile est une des 38 circonscriptions législatives de l'État fédéré du Tigré, elle se situe dans la Zone centre. Son représentant actuel est Gebreher Araya Bahta.